# Újezd (Žďár nad Sázavou)
Újezd es una localidad ubicada en el distrito de Žďár nad Sázavou, en la región de Vysočina, República Checa. Tiene  una población estimada, a principios del año 2021, de 268 habitantes.
Está ubicada al noreste de la región, cerca del nacimiento del río Sázava —un afluente derecho del río Moldava— y de la frontera con las regiones de Moravia Meridional y Pardubice.